# Chiesa di San Leonardo e San Quirico
La chiesa di San Leonardo e San Quirico si trova a Vernio in provincia di Prato.

## Storia e descrizione
La chiesa fu dal XIII secolo importante prioria sotto la pieve di Sant'Ippolito, ma l'attuale aspetto dell'edificio deriva dalle sostanziali trasformazioni del Sette-Ottocento.
In facciata una lunetta della Manifattura Chini. 
La chiesa conserva in un altare laterale una piccola Madonna col Bambino, maiolica della bottega di Benedetto Buglioni degli inizi del Cinquecento, e nella zona del presbiterio un grande crocifisso ligneo, forse ottocentesco. Notevoli sono infine due tele: una Madonna del Rosario e santi, opera colta ed elegante eseguita da Gregorio Pagani nel 1597 e un grande dipinto settecentesco col Transito di San Giuseppe (1728), di Giovanni Camillo Sagrestani, proveniente dall'ex oratorio della compagnia del Rosario, poi dedicata a San Giuseppe, che prospetta sullo stesso sagrato della chiesa.